# Crikvenica
Crikvenica este un oraș în cantonul Primorje-Gorski kotar, Croația, având o populație de 11.122 de locuitori (2011).

## Demografie
Componența etnică a orașului Crikvenica
     Croați (89,82%)
     Sârbi (2,45%)
     Albanezi (2,02%)
     Bosniaci (1,29%)
     Necunoscut (0,89%)
     Neclasificat (2,47%)
Componența confesională a orașului Crikvenica
     Catolici (82,05%)
     Fără religie și atei (5,59%)
     Musulmani (4,41%)
     Ortodocși (2,96%)
     Agnostici și sceptici (1,38%)
     Necunoscută (2,79%)
     Alte religii (0,8%)
Conform recensământului din 2011, orașul Crikvenica avea 11.122 de locuitori. Din punct de vedere etnic, majoritatea locuitorilor (89,82%) erau croați, existând și minorități de sârbi (2,45%), albanezi (2,02%) și bosniaci (1,29%). Apartenența etnică nu este cunoscută în cazul a 0,89% din locuitori. Din punct de vedere confesional, majoritatea locuitorilor (82,05%) erau catolici, existând și minorități de persoane fără religie și atei (5,59%), musulmani (4,41%), ortodocși (2,96%) și agnostici și sceptici (1,38%). Pentru 2,79% din locuitori nu este cunoscută apartenența confesională.